# Plougoumelen
Plougoumelen is een gemeente in het Franse departement Morbihan (regio Bretagne). De plaats maakt deel uit van het arrondissement Lorient. De gemeente telde 2.599 inwoners op 1 januari 2022.

## Geografie
De oppervlakte van Plougoumelen bedroeg op 1 januari 2022 21,3 vierkante kilometer; de bevolkingsdichtheid was toen 122 inwoners per km².

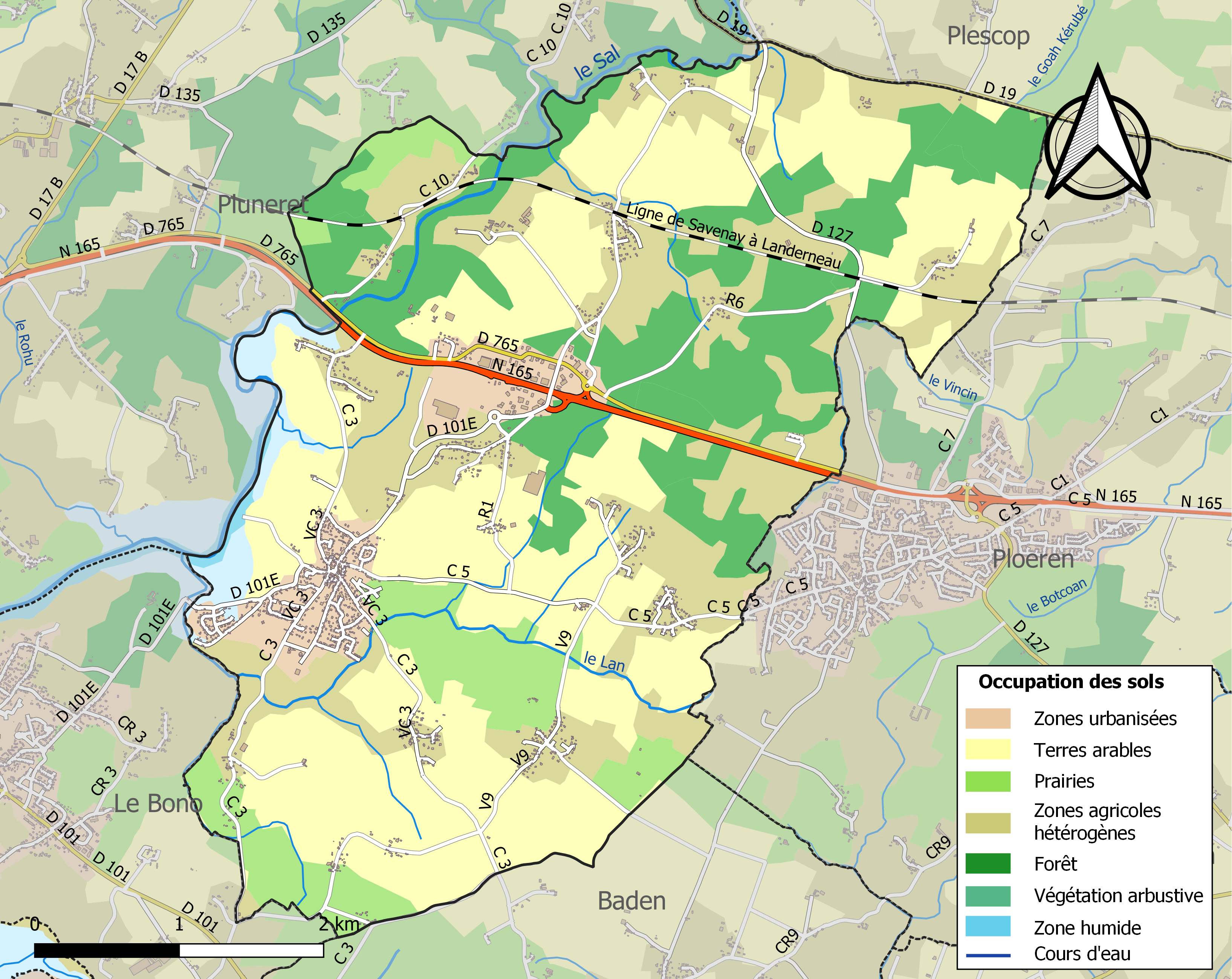
Kaart van de gemeente met de belangrijkste infrastructuur, bodemgebruik en omliggende gemeenten

## Demografie
Onderstaande figuur toont het verloop van het inwonertal (bron: INSEE-tellingen).